# Arcisi
Segons la mitologia grega, Arcisi (en grec antic Ἀρκείσιος, o Ἀρκέσιος) va ser un heroi grec, rei d'Ítaca, fill de Cèfal i de Procris, (però, d'acord amb altres mitologies, seria fill de Zeus o d'Hermes). Casat amb Calcomedusa, va ser el pare de Laertes i l'avi d'Odisseu.